# 2015 год в истории метрополитена
В этой статье перечисляются основные  события из истории метрополитенов в 2015 году. Полужирным шрифтом выделены открытия новых транспортных систем.

## События

### Первое полугодие
- 1 января:
  - проезд в Петербургском метрополитене подорожал с 28 до 31 рублей[1].
  - в Московском метрополитене введён выборочный досмотр пассажиров и запрещён вход с оружием[2].
- 28 января — открыта станция «Yidelu» на Шестой линии Гуанджоуского метрополитена[3].
- 1 февраля:
  - продлена первая линия Самарского метрополитена на 1,3 км и 1 станцию[4].
  - проезд в Московском метрополитене подорожал с 40 до 50 рублей[5].
- 2 февраля — открыта Четвёртая линия Ханчжоуского метрополитена длиной 9,7 км с 9 станциями[6].
- 7 февраля:
  - закрыта (до 25 декабря) станция «Выборгская» на Кировско-Выборгской линии Петербургского метрополитена для капитального ремонта[7].
  - проезд в Киевском метрополитене подорожал с 2 до 4 гривен[8].
- 8 февраля:
  - открыта станция «Cermak-McCormick Place» на Зелёной линии Чикагского метрополитена[9].
  - закрыта (до 24 декабря) станция «Бауманская» на Арбатско-Покровской линии Московского метрополитена для замены эскалаторов[10].
- 25 февраля — проезд в Новосибирском метрополитене подорожал с 18 до 20 рублей[11].
- 28 февраля — открыты станции «Pingchang» и «Huangmaoping» на Шестой линии Чунцинского метрополитена[12].
- 2 марта — открыты станции «Meydan-e Vali-e Asr» и «Shahrak-e Shariati» на Третьей линии Тегеранского метрополитена[13].
- 8 марта — открыта линия М2 Варшавского метрополитена длиной 6,1 км с 7 станциями[14].
- 14 марта — открыта станция «Shin-Hakushima» Хиросимского метрополитена[15].
- 25 марта — продлена Девятая линия Мадридского метрополитена на 1 станцию[16]
- 28 марта — продлена Девятая линия Сеульского метрополитена на 4,5 км и 5 станций[17].
- 29 марта — открыта станция «Sai Ying Pun» на линии Айленд Гонконгского метрополитена[18].
- 1 апреля — открыта Третья линия Нанкинского метрополитена длиной 44,9 км с 28 станциями[19].
- 2 апреля — продлена Первая линия Софийского метрополитена на 5 км и 4 станции[20].
- 6 апреля — продлена линия A Пражского метрополитена на 6 км и 4 станции[21].
- 18 апреля — продлена линия Алма-Атинского метрополитена на 2,7 км и 2 станции[22].
- 19 апреля — открыта Шестая линия Стамбульского метрополитена длиной 3,3 км с 4 станциями[23].
- 21 апреля — продлена линия линии B1 Римского метрополитена на 1,5 км и 1 станцию[24].
- 23 апреля:
  - открыта Третья линия (монорельсовая) метрополитена Тэгу длиной 24 км с 30 станциями[25].
  - продлена Первая линия Салвадорского метрополитена на 2,2 км и 1 станцию[26].
- 28 апреля — открыты станции «Yingyuehu Park» и «Yingbin Square» на Второй линии метрополитена Уси[27].
- 29 апреля:
  - продлена линия M5 Миланского метрополитена на 7,4 км и 5 станций[28].
  - продлена Первая линия метрополитена Валенсии (Венесуэла) на 1,5 км и 2 станции[29].
- 30 апреля — открыта Вторая линия Даляньского метрополитена длиной 18,9 км с 17 станциями[30].
- 1 мая — продлена Зелёная линия Бангалорского метрополитена на 2,4 км и 3 станции[31].
- 5 мая — открыта станция «Shahed» на Первой линии Ширазского метрополитена[32].
- 8 мая:
  - продлена Первая линия Софийского метрополитена на 2,8 км и 3 станции[20].
  - открыта станция «El Ingenio» на Первой линии Панамского метрополитена[33].
- 17 мая — открыта станция «Shahid Doctor Fatemi» на Третьей линии Тегеранского метрополитена[13].
- 27 мая — открыт второй выход станции «Спортивная» Петербургского метрополитена[34]. Выход находится на Васильевском острове[35].
- 3 июня — открыт Джайпурский метрополитен в составе одной линии длиной 9,6 км с 9 станциями[36].
- 6 июня — открыта станция «Portello» на линии M5 Миланского метрополитена[28].
- 8 июня — продлена Фиолетовая линия Делийского метрополитена на 1 км и 1 станцию[37].
- 16 июня — начата выдача поездов из элетродепо «Митино».
- 20 июня — открыта станция «Cenisio» на линии M5 Миланского метрополитена[28].
- 27 июня — открыта станция «Kupang» на линии Sengkang ЛРТ Сингапура[38].
- 28 июня — открыта станция «Xintang» на Четвёртой линии Ханчжоуского метрополитена[6].
- 29 июня — открыт Ченнайский метрополитен в составе одной линии длиной 10 км с 7 станциями[39].
- 29 июня — продлена линия C Римского метрополитена на 5,4 км и 6 станций[24].

### Второе полугодие
- 5 июля — продлена линия Алжирского метрополитена на 4 км и 4 станции[40].
- 6 июля:
  - продлена линия Баньнань Тайбэйского метрополитена на 1,1 км и 1 станцию[41].
  - открыта станция «Пушкинская» Петербургского метрополитена после реконструкции[42].
- 11 июля — закрыта станция «Василеостровская» Петербургского метрополитена на реконструкцию[43].
- 25 июля — продлена Первая линия метрополитена Чэнду на 5,4 км и 5 станций[44].
- 15 августа — продлена Первая линия Панамского метрополитена на 2,1 км и 1 станцию[45].
- 28 августа — открыт Тебризский метрополитен в составе одной линии длиной 7 км с 6 станциями[46].
- 6 сентября — продлена Фиолетовая линия Делийского метрополитена на 13,9 км и 9 станций[37].
- 13 сентября — продлена линия Флашинг Нью-Йоркского метрополитена на 2,4 км и 1 станцию[47].
- 21 сентября — продлена Таганско-Краснопресненская линия Московского метрополитена на 1,6 км и 1 станцию[48][49].
- 22 сентября — продлена Третья линия Тегеранского метрополитена на 18 км и 3 станции[13].
- 24 сентября — открыта станция «Jeungsan» Второй линии Пусанского метрополитена[50].
- 26 сентября:
  - открыта Вторая линия метрополитена Нинбо длиной 28,4 км с 22 станциями[51].
  - открыта станция «Gerusalemme» на линии M5 Миланского метрополитена[28].
- 7 октября — открыта станция «Ayacucho» Лос-Текесского метрополитена[52].
- 11 октября — открыта станция «Monumentale» на линии M5 Миланского метрополитена[28].
- 15 октября — открыт Исфаханский метрополитенв составе одной линии длиной 11,2 км с 7 станциями[53].
- 18 октября — открыта станция «Shangyuanmen» Третьей линии Нанкинского метрополитена[19].
- 26 октября — открыты станции «Gaoyikou» и «Caojiawan» Шестой линии Чунцинского метрополитена[12].
- 30 октября — открыта Первая линия Даляньского метрополитена длиной 16,5 км с 13 станциями[30].
- 1 ноября — продлена Четвёртая линия Куала-Лумпурского метрополитена на 5,5 км и 4 станции[54].
- 3 ноября — открыта Пятая линия (продолжение Четвёртой) Каракасского метрополитена с 1 станцией[52].
- 9 ноября — открыта станция «Ne’mat Abad» Третьей линии Тегеранского метрополитена[13].
- 10 ноября — продлена Жёлтая линия Делийского метрополитена на 4,4 км и 3 станции[37].
- 13 ноября — открыта станция «Bonocô» на Первой линии Салвадорского метрополитена[26].
- 14 ноября — открыта станция «Tre Torri» на линии M5 Миланского метрополитена[28].
- 16 ноября — открыт западный участок Пурпурной линии Бангалорского метрополитена длиной 6,4 км с 6 станциями[31].
- 24 ноября — продлена Первая линия Ханчжоуского метрополитена на 5,7 км и 3 станции[6].
- 6 декабря — открыта линия Тодзай Сендайского метрополитена длиной 13,9 км с 13 станциями[55].
- 16 декабря — открыт метрополитен Циндао в составе одной линии длиной 12 км с 10 станциями[56].
- 18 декабря — продлена линия H метрополитена Буэнос-Айреса на 2 км и 2 станции[57].
- 19 декабря — продлены линии Шанхайского метрополитена: Одиннадцатая на 4,1 км и 2 станции, Двенадцатая на 21,8 км и 16 станций, Тринадцатая на 9,4 км и 9 станций (в том числе 4 км и 3 станции вновь открытых)[58].
- 22 декабря — продлена Первая линия Салвадорского метрополитена на 2,2 км и 1 станцию[26].
- 24 декабря — открылась станция «Бауманская» на Арбатско-Покровской линии Московского метрополитена после реконструкции[59].
- 25 декабря — открылась станция «Выборгская» на Кировско-Выборгской линии Петербургского метрополитена после капитального ремонта[7].
- 26 декабря — открыт Наньчанский метрополитен в составе одной линии длиной 28,7 км с 24 станциями[60].
- 26 декабря:
  - открыта Четвёртая линия метрополитена Чэнду длиной 22,1 км с 16 станциями[44].
  - продлены линии Пекинского метрополитена: восточная часть Четырнадцатой на 16,6 км и 9 станций и линия Чанпин на 10,6 км и 5 станций, а также открыты станции «Andelibeijie» на Восьмой линии и «Datunlu East» на Пятнадцатой[61].
- 27 декабря — продлена линия Даунтаун Сингапурского метрополитена на 16,6 км и 12 станций[38].
- 28 декабря:
  - открыта Третья линия Уханьского метрополитена длиной 30,1 км с 24 станциями[62].
  - продлена Первая линия (ГуанФо) Фошаньского метрополитена на 7,3 км и 4 станции[3].
  - продлена Вторая линия метрополитена Чанши на 4,6 км и 4 станции[63].
  - открыта станция «Технопарк» на Замоскворецкой линии Московского метрополитена[64].
  - открытие второго выхода станции «Элмляр Академиясы» Бакинского метрополитена[65].